# Kasaner Kirche (Irkutsk)
Die Kasaner Kirche (russisch Казанская церковь), auch bekannt als Neue Kasaner Kathedrale (russisch Новый Казанский собор) oder Kirche der Gottesmutter von Kasan (russisch Богородице-Иркутская церковь) ist eine orthodoxe Kirche in der russischen Stadt Irkutsk. Sie wurde dem Namen der Gottesmutter von Kasan geweiht und ist Objekt des kulturellen Erbes Russlands.

## Geschichte
Der Bau der Kasaner Kirche wurde initiiert vom Irkutsker Mäzen, Gelehrten und späteren Mönch Innokentij Michailowitsch Sibirjakow und der Bau zusammen mit seinem Bruder Alexander Michailowitsch Sibirjakow finanziert. Der Spatenstich wurde am 27. Juli 1885 in der Handwerkersiedlung im Rajon Rabotschee. Die Weihe erfolgte am 9. April 1892 durch Bischof Makarius. Die rechte Seitenkapelle wurde in einer Liturgie vom Erzpriester der Kathedrale im Namen der russischen Ikone Nikolaus von Myra geweiht. Der Hochaltar wurde zu Ehren der Ikone der Gottesmutter von Kasan geweiht, die rechte Kapelle zum Gedenken an den Heiligen Nikolaus und die linke Kapelle an den Ortsheiligen Innokentij.
Die Kirchenmalerei wurde von Malern aus Irkutsk durchgeführt. Die Kirchenglocken wurden in Jaroslawl in Zentralrussland gegossen. Die größte Glocke hatte ein Gewicht von 162,6 kg. Sowohl die Kirche als auch die Umzäunung wurden rot, die Kuppeln und Gitter wurden grün gestrichen. Die Kirche war umgeben von einem Steinzaun mit durchbrochenen Gittern. Später würde an der westlichen Seite ein stufenförmiger Glockenturm errichtet. Die Basis des Gebäudes bildet die Form eines griechischen Kreuzes (griechisch Tetrakonch, zu deutsch vier Muscheln), das mit Kapellen gekrönt ist. Die Walmdächer sind diagonal um zwölfeckige Trommel angeordnet. Die vollständige Symmetrie wird nur durch den Glockenturm gebrochen.
Mit Beginn der Februarrevolution wurde die Kasaner Kirche vorübergehend geschlossen. Nach der Oktoberrevolution 1917 war die Kirche bis Mitte der 1930er Jahre wieder. Im Jahr 1936 schlossen die Behörden die Kirche und nutzten sie als Lagerhaus Sibirische Souvenirfabrik (russisch Сибирский сувенир). Am 4. Februar 1975 wurde die Kirche als Objekt des kulturellen Erbes Russlands aufgenommen.
Die Kirche hat heute den Status einer Kathedrale für die Metropolen Irkutsk und Angarsk.